# سوزیتا گودونا
سوزیتا گودونا (یونانی: Σωζήτα Γκουντούνα متصدی، استاد و نویسنده نفس بکت: ضد تئاتر و هنرهای تجسمی می باشد.در مورد نفس ساموئل بکت، یکی از کوتاه‌ترین نمایشنامه‌هایی که تا کنون برای تئاتر نوشته شده‌است که توسط انتشارات دانشگاه ادینبورگ منتشر شده‌است و در ایالات متحده توسط انتشارات دانشگاه آکسفورد منتشر شد. طبق بررسی ویلیام هاچینگز در کنفرانس درام تطبیقی سری پانزدهم، کتاب گودونا مطمئناً کمترین چیزی است که تا به حال در کل تاریخ نقد ادبی گفته شده‌است. در سال ۲۰۲۲ گودونا کارشناسی ارشد مطالعات تنفس: نفس در هنرهای بصری و نمایشی در گلداسمیتز، دانشگاه لندن آغاز کرد و تدریس می‌کند و سردبیر مجله تحقیق عملکرد موضوع در نفس است
گودونا به عنوان متصدی افتتاحیه بنیاد اندرو دبلیو ملون در پرفورما (جشنواره اجرا) در شهر نیویورک که توسط روزلی گلدبرگ تأسیس شد، انتخاب شد. گودونا به عنوان مدیر اولین اقامتگاه هنری با بودجه اروپا و به عنوان مشاور هنرهای تجسمی جشنواره بنیاد اوناسیس در نیویورک خدمت کرد. او پروژه ای را با پل بی. پرسیادو با مشارکت کارن فینلی در برنامه هنرهای عمومی پارلمان بدن در اسناد 14 اداره کرد و در سال ۲۰۱۹ به عنوان رئیس عملیات استودیو ریموند پتیبون پیوست. در سال ۲۰۲۰ گودونا سازمان غیرانتفاعی نیویورک، یونان در ایالات متحده آمریکا را با هیئت بین‌المللی متخصصان برای درونی سازی هنر یونانی معاصر که ۱۵۰ هنرمند یونانی در آن حضور داشتند، تأسیس کرد. در این زمینه، او پلتفرم هنری «بندر هنر" را با همکاری تئاتر شهرداری پیرئوس برای ترویج هنر بین‌المللی در یونان طراحی کرد که اولین بار آندرس سرانو، ویدیوی اینستالیشن «فرودگاه» جان آکومفراه را در سال ۲۰۲۱ در آتن ارائه کرد و عشق آرتور جافا پیام است، پیام مرگ است. در ژوئیه ۲۰۲۲ او افتتاحیه ابتکار هنری را در ترایبکا نیویورک به عنوان یک مکان فرهنگی غیرانتفاعی تأسیس کرد که از یک مؤسسه خیریه اختصاص داده شده به تنوع عصبی حمایت می‌کند و به آن کمک می‌کند. گالری افتتاحیه هنرمندان میشل زالوپانی، کنت گلداسمیت، جان زورن، دزد مغازه (هنرمند)، لوسیانو چسا، آندرس سرانو، دانیل فیرمن، یان توما هنرمند دائمی سازمان ملل، وارن نیدیک، کلمن کالینز، چارلز گاجی، چارلز دی جی را ارائه کرده‌است. جیمی دورهام، لزلی هویت، جیمی راسکین، آگنیسکا کورانت، اولو اوگویب، مارتا روسلر، آلن روپرزبرگ، کریسان استاتاکوس ، لیا سینگر و دیگران، و خوانش اشعار ادوارد سعید توسط سیمون کریچلی، و همچنین سایمون کریچلی، و همچنین، به عنوان خوانش گابریل تینتی (شاعر) توسط وینسنت پیاتزا. او در سال ۲۰۲۲ برنده جایزه مطالعاتی فرهنگ و خلاقیت بریتانیا شورای بریتانیا شد.